# 槐亭站
槐亭站（：／ Goejeong yeok */?）是釜山地鐵1號線沿線的一座地下車站，位於韓國釜山廣域市沙下區槐亭洞。

## 車站結構
站體為2面2線側式月台的地下車站，候車月台設有月台幕門，並有8處出口。

### 月台配置
| 沙下 ↑ |
| \| 上  |
| ↓ 大峙 |

| 月台 | 路線               | 目的地                 |
| ---- | ------------------ | ---------------------- |
| 上行 | ●釜山都市铁道1号线 | 多大浦海水浴場方向     |
| 下行 | ●釜山都市铁道1号线 | 釜山站、西面、老圃方向 |

## 歷史
- 1994年6月23日：落成啟用。

## 車站周邊
- 沙下圖書館
- 槐亭市場
- 東山醫院
- 國民銀行槐亭站分行
- 釜山銀行（朝鲜语：부산은행）槐亭洞分行
- Newcore Outlet（朝鲜语：뉴코아아울렛）槐亭店

## 相鄰車站
釜山交通公社
●釜山都市铁道1号线
沙下（104）－槐亭（105）－大峙（106）